# П'ятничанська сільська рада (Чемеровецький район)
П'ятнича́нська сільська́ ра́да — колишня адміністративно-територіальна одиниця та орган місцевого самоврядування в Чемеровецькому районі Хмельницької області. Адміністративний центр — село П'ятничани.

## Загальні відомості
- Територія ради: 1,913 км²
- Населення ради: 605 осіб (станом на 2001 рік)
- Територією ради протікає річка Збруч

## Населені пункти
Сільській раді підпорядковані населені пункти:
- с. П'ятничани

## Склад ради
Рада складається з 12 депутатів та голови.
- Голова ради: Гучок Любов Сергіївна
- Секретар ради: Гучок Лариса Борисівна

### Керівний склад попередніх скликань
| Прізвище, ім'я, по батькові | Основні відомості                                                                                  | Дата обрання | Дата звільнення |
| --------------------------- | -------------------------------------------------------------------------------------------------- | ------------ | --------------- |
| Гучок Любов Сергіївна       | Сільський голова, 1959 року народження, освіта вища, член Всеукраїнського об'єднання «Батьківщина» | 26.03.2006   | 31.10.2010      |
| Гучок Любов Сергіївна       | Сільський голова, 1959 року народження, освіта вища, член Всеукраїнського об'єднання «Батьківщина» | 31.10.2010   |                 |

Примітка: таблиця складена за даними сайту Верховної Ради України

### Депутати
За результатами місцевих виборів 2010 року депутатами ради стали:

#### За суб'єктами висування
| Суб'єкт висування | Кількість обраних депутатів | %   |
| ----------------- | --------------------------- | --- |
| Самовисування     | 12                          | 100 |

#### За округами
| № округу | Прізвище, ім'я, по батькові    | Дата визнання обраним | Освіта             | Партійна приналежність | Відомості про обраного депутата                                    |
| -------- | ------------------------------ | --------------------- | ------------------ | ---------------------- | ------------------------------------------------------------------ |
| 1        | Загура Галина Миколаївна       | 03.11.2010            | вища               | позапартійна           | П'ятничанський дошкільний навчальний заклад, завідувач             |
| 2        | Олійник Павло Петрович         | 03.11.2010            | середня спеціальна | позапартійний          | тимчасово не працює                                                |
| 3        | Костенюк Світлана Вікторівна   | 03.11.2010            | середня спеціальна | позапартійна           | П'ятничанська сільська рада, землевпорядник                        |
| 4        | Вовк Тамара Миколаївна         | 03.11.2010            | вища               | позапартійна           | ТзОВ «П'ятнечанське», бухгалтер                                    |
| 5        | Кротик Марія Михайлівна        | 03.11.2010            | вища               | позапартійна           | П'ятничанський будинок культури, художній керівник                 |
| 6        | Сірант Людмила Броніславівна   | 03.11.2010            | вища               | член Народної партії   | Гуківська лікарська амбулаторія, лаборант                          |
| 7        | Романюк Галина Ярославівна     | 03.11.2010            | середня спеціальна | позапартійна           | П'ятничанська сільська рада, завідувач МТФ                         |
| 8        | Валідуда Раїса Михайлівна      | 03.11.2010            | середня спеціальна | позапартійна           | ТзОВ «П'ятнечанське», тенлятниця                                   |
| 9        | Сірант Валентина Миколаївна    | 03.11.2010            | вища               | член Народної партії   | П'ятничанський сільський будинок культури, директор                |
| 10       | Метельницька Ілона Казимирівна | 03.11.2010            | вища               | позапартійна           | П'ятничанський фельшерсько-акушерський пункт, патронажна медсестра |
| 11       | Гучок Лариса Борисівна         | 03.11.2010            | вища               | позапартійна           | П'ятничанська сільська рада, секретар                              |
| 12       | Лугова Оксана Вікторівна       | 03.11.2010            | середня            | позапартійна           | П'ятничанська сільська рада, повар                                 |